# Maybe (Forse)

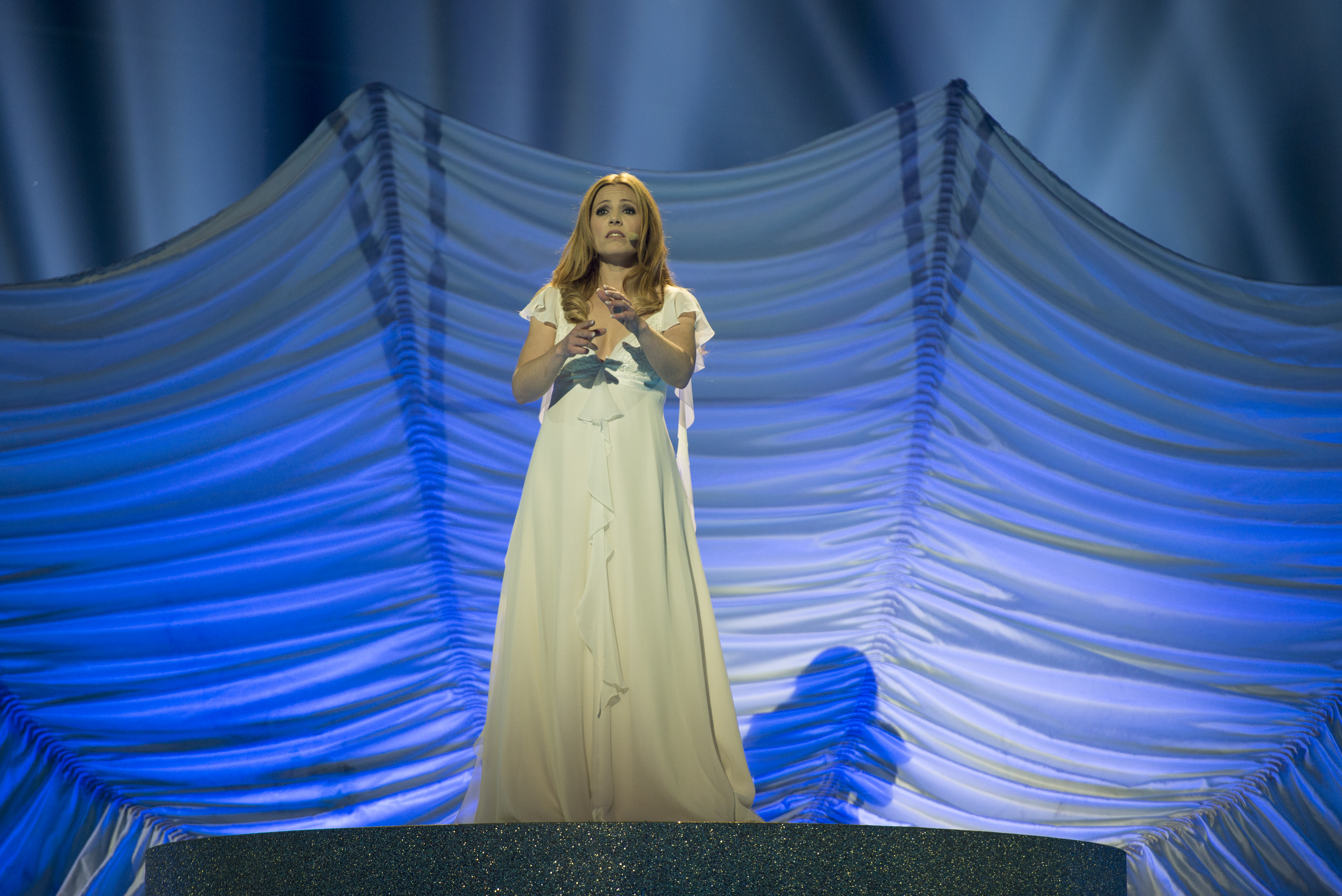
Valentina Monetta representando a San Marino con la canción "Maybe" durante un ensayo general antes de la primera semifinal del Festival de la Canción de Eurovisión 2014 en la ciudad de Copenhague.

Maybe (en español: Quizás) es una canción de Valentina Monetta en inglés. La canción fue lanzada el 14 de marzo de 2014. En italiano, la canción se llama 'Forse'.  
Fue elegida para representar a San Marino en el Festival de la Canción de Eurovisión 2014 en Dinamarca. Ese fue su tercer año consecutivo participando en el Festival de la Canción de Eurovisión. Esta sería, como dijo Monetta, la última vez que actuaría como competidora en el Festival de la Canción de Eurovisión. A pesar de esto, regresó al concurso en 2017, con la canción Spirit of the Night. 